# Danaea alata
Danaea alata là một loài dương xỉ trong họ Marattiaceae. Loài này được Sm. mô tả khoa học đầu tiên năm 1793.